# 메가처치 논박
《메가처치 논박》은 신광은의 기독교 비평서이다. 저자가 기독교계에서 윤리적 문제에 대한 비평은 있었지만, 대형 교회의 등장에 대해서는 말하지 않았다는 비판적 사고를 가지고 복음주의권 신문인 뉴스 앤 조이에 연재했던 기사를 정연에서 신국판 판형의 책으로 만들었다.

## 목차
- 추천글
- 감사의 글
- 1장 아, 메가 처치!
- 2장 메가처치 현상의 사회적 조건
- 3장 시장 자본주의 논리에 잠식당한 교회
- 4장 메가처치의 뿌리를 찾아서(1): 대부흥운동
- 5장 메가처치의 뿌리를 찾아서(2): 세계 선교 운동
- 6장 크기가 중요하지 않다고?
- 7장 크기에 대한 구약성서의 가르침
- 8장 크기에 대한 신약성서의 가르침
- 9장 메가처치 교회관 논박(1): 거룩한 나라
- 10장 메가처치 교회관 논박(2): 세상에 속한 메가처치
- 11장 메가처치 예배관 논박(1): 삶의 기술, 예배
- 12장 메가처치 예배관 논박(2): 우상을 예배하는 메가처치
- 13장 메가처치 설교주의 논박(1): 진리란 무엇인가?
- 14장 메가처치 설교주의 논박(2): 설교만 남은 메가처치
- 15장 메가처치에 보내는 그리스도의 편지
- 참고 도서